# Sumire
Sumire (jap. すみれ, スミレ) – żeńskie imię japońskie.
W języku japońskim wyraz Sumire (jap. 菫) oznacza fiołek, a dokładniej jego odmianę – Viola mandshurica.

## Możliwa pisownia
Sumire można zapisać używając wielu różnych znaków kanji i może znaczyć m.in.:
- 菫, „fiołek”

jako imię
- 紫花, „purpurowy, kwiat”
- 純麗, „Czystość, uroczy”
- 澄玲, „przejrzystość, dźwięk klejnotów”
- 澄麗, „przejrzystość, uroczy”

## Znane osoby
- Sumire Fujishiro (すみれ), członkini japońskiego zespołu Creamy Parfait
- Sumire Satō (すみれ), japońska piosenkarka
- Sumire Uesaka (すみれ), japońska seiyū

## Fikcyjne postacie
- Sumire, główna bohaterka powieści z 1999 r. Sputnik Sweetheart
- Sumire Heanna (すみれ), bohaterka anime Love Live! Superstar!!(inne języki)
- Sumire Hikami (スミレ), bohaterka anime Aikatsu!
- Sumire Hoshino (スミレ), bohaterka mangi i anime Perman
- Sumire Iwaya (澄麗), główna bohaterka mangi i TV dramy Tramps Like Us
- Sumire Kanō (すみれ), bohaterka mangi, anime i light novel Toradora!
- Sumire Kasugano (すみれ), bohaterka anime Sally czarodziejka
- Sumire Nishiha (すみれ), bohaterka mangi i anime Getsumento heiki Mina
- Sumire Ryuzaki (スミレ), bohaterka mangi i anime Tennis no ōjisama
- Sumire Shōda (スミレ), bohaterka mangi i anime Gakuen Alice
- Sumire Takahana (スミレ), główna bohaterka mangi Venus Versus Virus
- Sumire Uemoto (スミレ), bohaterka anime The World God Only Knows

## Okręty
- Sumire – japoński niszczyciel typu Tachibana